# Kicking & Screaming (álbum)
Kicking & Screaming es un álbum de estudio del cantante canadiense Sebastian Bach, publicado el 21 de septiembre de 2011 en Japón, el 23 de septiembre de 2011 en Europa y Australia y el 27 de septiembre del mismo año en Norteamérica.

## Lista de canciones
1. «Kicking And Screaming» - 3:17
2. «My Own Worst Enemy» - 3:44
3. «TunnelVision» - 3:49
4. «Dance On Your Grave» - 3:28
5. «Caught in a Dream» - 3:39
6. «As Long As I Got The Music» - 3:37
7. «I'm Alive» - 4:21
8. «Dirty Power» - 3:05
9. «Live The Life» - 3:50
10. «Dream Forever» - 4:14
11. «One Good Reason» - 4:41
12. «Lost In The Light» - 4:28
13. «Wishin’» - 4:57

## Personal

### Banda
- Sebastian Bach	- voz
- Bobby Jarzombek	- batería
- Nick Sterling	- bajo, guitarra

### Músicos invitados
- John 5	- guitarra